# Champey
Champey é uma comuna francesa na região administrativa de Borgonha-Franco-Condado, no departamento de Alto Sona. Estende-se por uma área de 11,3 km². Em 2010 a comuna tinha 892 habitantes (densidade: 78,9 hab./km²).